# Henning Matzen

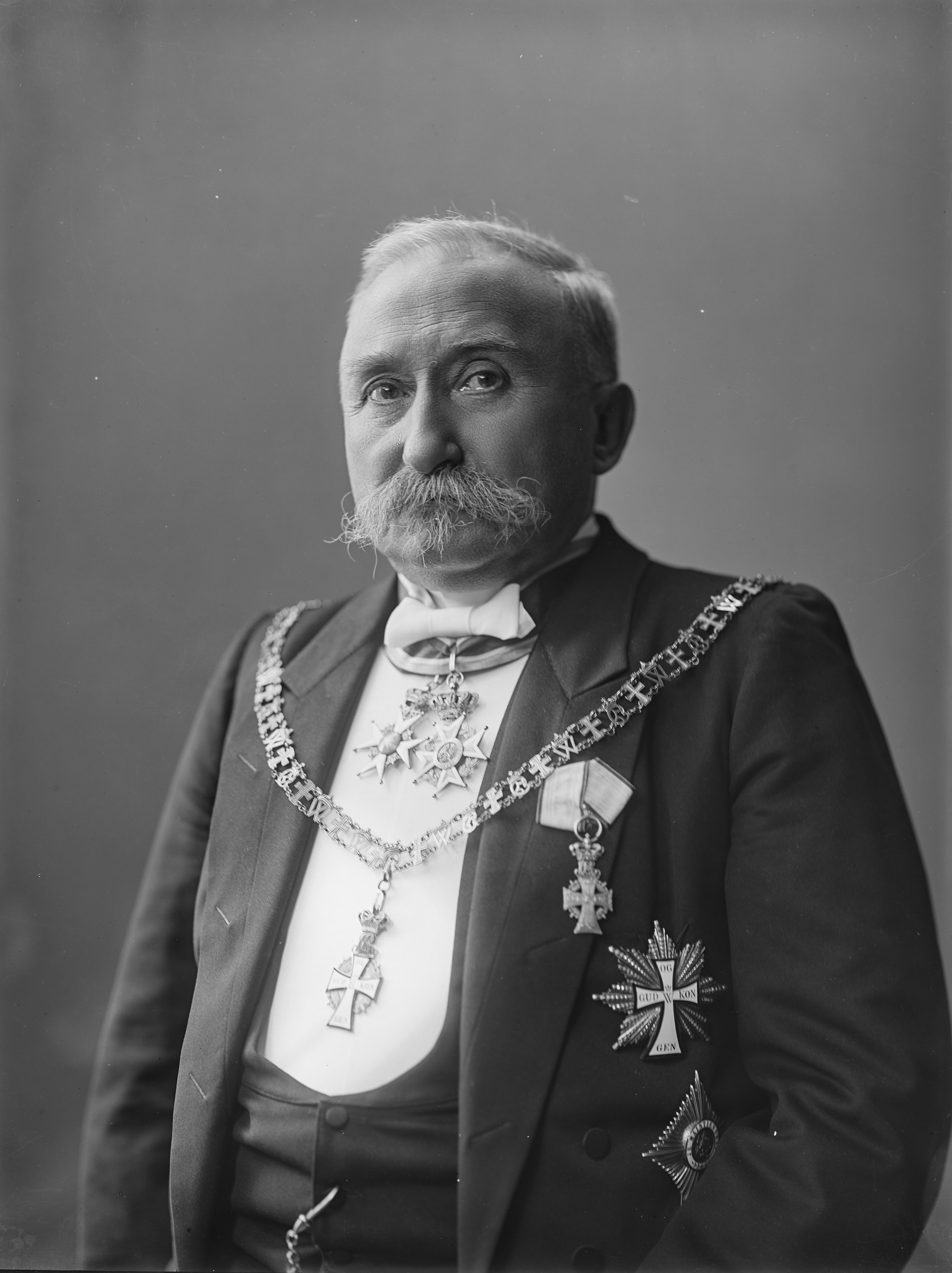
Henning Matzen.

Henning Matzen, född den 28 december 1840, död den 18 juli 1910, var en dansk rättslärd och politiker.
Matzen, som var son till en fattig vävare i Angeln, blev 1859 student vid Flensborgs skola samt 1864 juris kandidat vid Köpenhamns universitet. Han vann 1867 universitetets guldmedalj genom en avhandling, tryckt 1869 under titeln Den danske Panterets Historie indtil Christian V:s Lov. Matzen blev 1869 professor i dansk statsrätt, senare därjämte i rättshistoria och folkrätt. År 1879 vann han juris doktorsgrad med Kjøbenhavns Universitets Retshistorie 1479-1879 (2 band). Av hans andra skrifter bör nämnas Den danske Statsforfatningsret (handskrivet i 3 band, 1876-78, senare tryckt i 4:e upplagan, 
senaste upplagan 1908-10), Forelæsninger over den danske Tingsret (1880-81; 2:a upplagan 1884) partiet Tingsret i "Nordisk Retsencyklopedi" (band 2, 1889), Danske Kongers Haandfæstninger (1889), Haandbog i den danske Kirkeret (tillsammans med Johannes Timm, 1891), Forelæsninger over dansk Retshistorie (2 band, 1893-97) och Forelæsninger over den positive Folkeret (1900). Dessutom var Matzen 1883-96 medlem av kyrkorådet och 1882-87 av skandinaviska sjölagskommittén, 1893-94 Danmarks delegerade på Haagkonferensen för internationell privaträtt, sedan 1895 aktiv ledamot av Institut de droit international och sedan 1901 av skiljedomstolen i Haag. Som sådan valdes han 1902 till udda skiljeman i en tvist mellan Förenta staterna och Mexiko (det var första gången som en tvist avgjordes genom ett dylikt utslag) och blev 1909 utsedd till ordförande i skiljedomstolen över den svensk-norska renbetesfrågan. Han deltog livligt i diskussionen om de danske optanternas ställning i Nordslesvig, bland annat genom Die nordschleswigsche Optantfrage (1904) och Das Indigenatrecht im Wienerfrieden (1906).
Politiskt gjorde han sig bemärkt redan 1864, då han slöt sig till den konservativa Augustforeningen, som ville öka kungamaktens inflytande. Han väckte uppseende genom den lilla skriften Grundloven og Folkets Selvstyrelse (1873) jämte Til Gjensvar (1874), vari han uttalade en alldeles ny uppfattning av kungens ställning till finanslagen och särskilt av hans rätt att utfärda en sådan provisoriskt. Denna teori, som sedan närmare utvecklades i hans statsförfattningsrätt, ogillades i början nästan allmänt, men upptogs under den följande politiska kampen mellan landsting och folketing av högern som ett ypperligt vapen. Härtill kom, att Matzen 1879 i Köpenhamn valdes till medlem av landstinget (återvald till sin död) och genom nit och utomordentlig arbetsförmåga snart vann en framstående ställning samt balanserade Kriegers dittills övermäktiga inflytande. Sedan 1883 var Matzen högerns egentlige ledare i landstinget och inflytelserikaste talare, och det berodde i synnerhet på honom, att kampen drevs till sin spets och 1885 ledde till den första provisoriska finanslagen (upprepad i 9 år). Samtidigt var Matzen partiets verksammaste man utom riksdagen, uppträdde som talare på en stor mängd folkmöten och tog betydelsefull del i dess organisering rundt om i landet. I samma mån önskningarna om en politisk förlikning växte inom högern, trädde Matzen mera i skuggan. Sedan 1894 var han landstingets talman, tills högern 1902 förlorade majoriteten i denna församling. De följande åren var Matzens inflytande vida mindre än under den stora politiska kampen. Däremot tog han 1902-03 verksam del, både genom småskrifter och tidningsartiklar, i dryftandet av frågan, huruvida de kungavalda landstingsmännen verkligen är valda på livstid eller om deras mandat går ut vid en tingsupplösning. Matzen hävdade med styrka den förra uppfattningen.